# Campeonato de Primera B Nacional 2013-14
El campeonato de Primera B Nacional 2013-14 fue la vigésima octava edición del campeonato federal de segunda división. Dio comienzo el 3 de agosto de 2013 y finalizó el 11 de junio de 2014, con el partido de desempate por el tercer puesto. Para esta temporada la cantidad de participantes aumentó a 22, al producirse el descenso de dos equipos y el ascenso de otros cuatro de las categorías inferiores. Al término del torneo se determinó el ascenso de los tres primeros, al tiempo que descendieron los cuatro equipos peor ubicados en la tabla de promedios. 
Los nuevos participantes fueron: Talleres, de la ciudad de Córdoba, que resultó campeón del Torneo Argentino A 2012-13, marcando su regreso a la categoría tras cuatro años de ausencia; tres equipos que ascendieron al certamen por primera vez: Villa San Carlos, campeón de la Primera B 2012-13, Brown de Adrogué, ganador del torneo reducido por el segundo ascenso de la misma categoría, y Sportivo Belgrano, ganador del segundo ascenso en la fase final del Argentino A; y los tres descendidos de la Primera División, Unión (SF) y San Martín (SJ), que regresaron luego de dos años, e Independiente, que descendió por primera vez desde su promoción a Primera División en 1912.
Banfield se consagró campeón y retornó a Primera División luego de dos temporadas. El segundo ascenso fue para Defensa y Justicia, que accedió por primera vez a la categoría superior y, y el tercero para Independiente, que lo obtuvo tras vencer en el desempate a Huracán y volvió después de una temporada.

## Ascensos y descensos
| Torneo          | Descendidos de la B Nacional 2012-13 |
| --------------- | ------------------------------------ |
| B Metropolitana | Nueva Chicago                        |
| B Metropolitana | Deportivo Merlo                      |

| Torneo          | Ascendidos a la B Nacional 2013-14 |
| --------------- | ---------------------------------- |
| B Metropolitana | Villa San Carlos                   |
| B Metropolitana | Brown de Adrogué                   |
| Argentino A     | Talleres (C)                       |
| Argentino A     | Sportivo Belgrano                  |

| Pos | Ascendidos a la Primera División 2013-14 |
| --- | ---------------------------------------- |
| 1.º | Rosario Central                          |
| 2.º | Gimnasia y Esgrima (LP)                  |
| 3.º | Olimpo                                   |

| Prom | Descendidos de la Primera División 2012-13 |
| ---- | ------------------------------------------ |
| 18.º | San Martín (SJ)                            |
| 19.º | Independiente                              |
| 20.º | Unión                                      |

De esta manera, el número de participantes aumentó a 22.
Los cuatro últimos de dicha tabla descendieron a su categoría de origen: los equipos directamente afiliados a la AFA, a la Primera B Metropolitana, y los indirectamente afiliados, al Torneo Argentino A.

## Equipos
| Equipo                  | Ciudad                | Estadio                                             | Capacidad     | Entrenador                                         |
| ----------------------- | --------------------- | --------------------------------------------------- | ------------- | -------------------------------------------------- |
| Aldosivi                | Mar del Plata         | José María Minella                                  | 35.354        | Darío Franco                                       |
| Almirante Brown         | San Justo             | Fragata Presidente Sarmiento                        | 25.000        | Felipe De la Riva                                  |
| Atlético Tucumán        | San Miguel de Tucumán | Monumental José Fierro                              | 32.700        | Héctor Rivoira                                     |
| Banfield                | Banfield              | Florencio Sola                                      | 34.901        | Matías Almeyda                                     |
| Boca Unidos             | Corrientes            | José Antonio Romero Feris                           | 15.172        | Carlos Trullet                                     |
| Brown                   | Adrogué               | Lorenzo Arandilla                                   | 6.000         | Pablo Vicó                                         |
| Crucero del Norte       | Garupá                | Comandante Andrés Guacurarí                         | 12.000        | Iván Delfino (1-23) Gabriel Schürrer (25-38)       |
| Defensa y Justicia      | Gobernador Costa      | Norberto Tomaghello                                 | 12.000        | Diego Cocca                                        |
| Douglas Haig            | Pergamino             | Miguel Morales                                      | 16.000        | Andrés Guglielminpietro                            |
| Ferro Carril Oeste      | Buenos Aires          | Arquitecto Ricardo Etcheverri                       | 24.268        | Luis Medero Claudio Marini                         |
| Gimnasia y Esgrima      | San Salvador de Jujuy | 23 de Agosto                                        | 29.000        | Mario Sciacqua                                     |
| Huracán                 | Buenos Aires          | Tomás A. Ducó                                       | 48.314        | Frank Darío Kudelka                                |
| Independiente           | Avellaneda            | Libertadores de América                             | 55.000        | Miguel Ángel Brindisi (1-4) Omar De Felippe (5-42) |
| Independiente Rivadavia | Mendoza               | Bautista Gargantini Malvinas Argentinas             | 20.000 40.268 | Roberto Trotta                                     |
| Instituto               | Córdoba               | Juan Domingo Perón Mario Alberto Kempes             | 32.000 57.000 | Daniel Jiménez                                     |
| Patronato               | Paraná                | Presbítero Bartolomé Grella                         | 22.000        | Sergio Lippi                                       |
| San Martín              | San Juan              | Ingeniero Hilario Sánchez San Juan del Bicentenario | 19.500 25.286 | Juan Manuel Azconzábal                             |
| Sarmiento               | Junín                 | Eva Perón                                           | 23.000        | Marcelo Fuentes                                    |
| Sportivo Belgrano       | San Francisco         | Oscar C. Boero                                      | 15.000        | Carlos Ramacciotti                                 |
| Talleres                | Córdoba               | Boutique de Barrio Jardín Mario Alberto Kempes      | 18.000 57.000 | Jorge Ghiso                                        |
| Unión                   | Santa Fe              | 15 de abril                                         | 22.852        | Leonardo Madelón                                   |
| Villa San Carlos        | Berisso               | Genacio Sálice                                      | 4.000         | Carlos Gorostieta Jorge San Esteban                |

### Distribución geográfica de los equipos
| Región                                   | Cant. | Equipos                                                                                           |
| ---------------------------------------- | ----- | ------------------------------------------------------------------------------------------------- |
| Conurbano bonaerense                     | 6     | Almirante Brown, Banfield, Brown de Adrogué, Defensa y Justicia, Independiente y Villa San Carlos |
| Interior de la provincia de Buenos Aires | 3     | Aldosivi, Douglas Haig y Sarmiento (J)                                                            |
| Provincia de Córdoba                     | 3     | Instituto, Sportivo Belgrano y Talleres                                                           |
| Ciudad de Buenos Aires                   | 2     | Ferro Carril Oeste y Huracán                                                                      |
| Provincia de Corrientes                  | 1     | Boca Unidos                                                                                       |
| Provincia de Entre Ríos                  | 1     | Patronato                                                                                         |
| Provincia de Jujuy                       | 1     | Gimnasia y Esgrima                                                                                |
| Provincia de Mendoza                     | 1     | Independiente Rivadavia                                                                           |
| Provincia de Misiones                    | 1     | Crucero del Norte                                                                                 |
| Provincia de San Juan                    | 1     | San Martín                                                                                        |
| Provincia de Santa Fe                    | 1     | Unión                                                                                             |
| Provincia de Tucumán                     | 1     | Atlético Tucumán                                                                                  |

## Formato

### Competición
Se disputó un torneo de 42 fechas por el sistema de todos contra todos a dos ruedas, ida y vuelta.

### Ascensos
El campeón, el subcampeón y el tercero de la temporada ascendieron a la Primera División.

### Descensos
Se decidieron mediante una tabla de promedios determinados por el cociente entre los puntos obtenidos y los partidos jugados en las tres últimas temporadas.

## Tabla de posiciones final
| Pos  | Equipo                  | Pts | PJ | PG | PE | PP | GF | GC | Dif |
| ---- | ----------------------- | --- | -- | -- | -- | -- | -- | -- | --- |
| 1.º  | Banfield                | 79  | 42 | 23 | 11 | 8  | 71 | 40 | 31  |
| 2.º  | Defensa y Justicia      | 75  | 42 | 21 | 12 | 9  | 67 | 45 | 22  |
| 3.º  | Huracán                 | 67  | 42 | 19 | 10 | 13 | 43 | 30 | 13  |
| 4.º  | Independiente           | 67  | 42 | 17 | 16 | 9  | 49 | 37 | 12  |
| 5.º  | Atlético Tucumán        | 64  | 42 | 16 | 16 | 10 | 44 | 36 | 8   |
| 6.º  | Instituto               | 62  | 42 | 16 | 14 | 12 | 54 | 46 | 8   |
| 7.º  | Gimnasia y Esgrima (J)  | 61  | 42 | 16 | 13 | 13 | 41 | 35 | 6   |
| 8.º  | Crucero del Norte       | 59  | 42 | 16 | 11 | 15 | 45 | 42 | 3   |
| 9.º  | San Martín (SJ)         | 57  | 42 | 15 | 12 | 15 | 49 | 52 | -3  |
| 10.º | Unión                   | 55  | 42 | 12 | 19 | 11 | 48 | 48 | 0   |
| 11.º | Independiente Rivadavia | 55  | 42 | 12 | 19 | 11 | 50 | 51 | -1  |
| 12.º | Sarmiento               | 55  | 42 | 15 | 10 | 17 | 45 | 47 | -2  |
| 13.º | Ferro Carril Oeste      | 55  | 42 | 13 | 16 | 13 | 35 | 39 | -4  |
| 14.º | Boca Unidos             | 54  | 42 | 12 | 18 | 12 | 43 | 46 | -3  |
| 15.º | Sportivo Belgrano       | 53  | 42 | 14 | 11 | 17 | 39 | 40 | -1  |
| 16.º | Aldosivi                | 51  | 42 | 11 | 18 | 13 | 42 | 47 | -5  |
| 17.º | Douglas Haig            | 51  | 42 | 11 | 18 | 13 | 35 | 44 | -9  |
| 18.º | Brown de Adrogué        | 50  | 42 | 13 | 11 | 18 | 49 | 50 | -1  |
| 19.º | Patronato               | 49  | 42 | 11 | 16 | 15 | 30 | 34 | -4  |
| 20.º | Talleres (C)            | 45  | 42 | 10 | 15 | 17 | 48 | 62 | -14 |
| 21.º | Almirante Brown         | 42  | 42 | 9  | 15 | 18 | 30 | 48 | -18 |
| 22.º | Villa San Carlos        | 24  | 42 | 4  | 12 | 26 | 31 | 69 | -38 |

|  |

|  |                                                               |
|  | Campeón y ascendido a Primera División                        |
|  | Ascendió a Primera División                                   |
|  | Jugaron un desempate por el tercer ascenso a Primera División |

### Evolución de las posiciones

#### Primera rueda
| Equipo / Fecha          | 1    | 2    | 3    | 4    | 5    | 6    | 7    | 8    | 9    | 10   | 11   | 12   | 13   | 14   | 15   | 16   | 17   | 18   | 19   | 20   | 21   |
| ----------------------- | ---- | ---- | ---- | ---- | ---- | ---- | ---- | ---- | ---- | ---- | ---- | ---- | ---- | ---- | ---- | ---- | ---- | ---- | ---- | ---- | ---- |
| Aldosivi                | 22.º | 22.º | 22.º | 22.º | 22.º | 22.º | 22.º | 21.º | 21.º | 21.º | 21.º | 21.º | 21.º | 21.º | 21.º | 21.º | 21.º | 21.º | 21.º | 21.º | 21.º |
| Almirante Brown         | 13.º | 4.º  | 12.º | 7.º  | 12.º | 10.º | 16.º | 18.º | 20.º | 20.º | 16.º | 12.º | 15.º | 16.º | 18.º | 19.º | 18.º | 20.º | 15.º | 16.º | 17.º |
| Atlético Tucumán        | 3.º  | 2.º  | 6.º  | 3.º  | 6.º  | 5.º  | 3.º  | 5.º  | 4.º  | 4.º  | 4.º  | 6.º  | 5.º  | 5.º  | 6.º  | 7.º  | 6.º  | 5.º  | 7.º  | 6.º  | 5.º  |
| Banfield                | 13.º | 3.º  | 8.º  | 6.º  | 3.º  | 2.º  | 2.º  | 2.º  | 2.º  | 2.º  | 1.º  | 1.º  | 1.º  | 1.º  | 1.º  | 1.º  | 2.º  | 1.º  | 1.º  | 1.º  | 1.º  |
| Boca Unidos             | 9.º  | 15.º | 19.º | 18.º | 20.º | 16.º | 18.º | 17.º | 16.º | 16.º | 17.º | 19.º | 16.º | 14.º | 13.º | 14.º | 14.º | 17.º | 19.º | 19.º | 19.º |
| Brown de Adrogué        | 2.º  | 12.º | 17.º | 10.º | 15.º | 19.º | 19.º | 18.º | 19.º | 14.º | 18.º | 16.º | 14.º | 10.º | 10.º | 9.º  | 9.º  | 11.º | 10.º | 11.º | 11.º |
| Crucero del Norte       | 3.º  | 13.º | 13.º | 13.º | 10.º | 12.º | 6.º  | 4.º  | 3.º  | 3.º  | 3.º  | 3.º  | 4.º  | 4.º  | 7.º  | 4.º  | 3.º  | 3.º  | 3.º  | 3.º  | 4.º  |
| Defensa y Justicia      | 3.º  | 1.º  | 1.º  | 1.º  | 1.º  | 1.º  | 1.º  | 1.º  | 1.º  | 1.º  | 2.º  | 2.º  | 2.º  | 2.º  | 2.º  | 2.º  | 1.º  | 2.º  | 2.º  | 2.º  | 2.º  |
| Douglas Haig            | 3.º  | 7.º  | 13.º | 14.º | 9.º  | 8.º  | 9.º  | 13.º | 14.º | 15.º | 15.º | 18.º | 18.º | 19.º | 16.º | 16.º | 17.º | 19.º | 18.º | 20.º | 20.º |
| Ferro Carril Oeste      | 9.º  | 4.º  | 3.º  | 4.º  | 7.º  | 10.º | 12.º | 16.º | 15.º | 18.º | 20.º | 20.º | 20.º | 20.º | 17.º | 17.º | 19.º | 15.º | 16.º | 17.º | 13.º |
| Gimnasia y Esgrima (J)  | 16.º | 17.º | 11.º | 16.º | 16.º | 13.º | 15.º | 10.º | 6.º  | 11.º | 8.º  | 8.º  | 10.º | 11.º | 12.º | 13.º | 15.º | 14.º | 17.º | 15.º | 16.º |
| Huracán                 | 16.º | 9.º  | 16.º | 9.º  | 5.º  | 7.º  | 11.º | 15.º | 18.º | 19.º | 19.º | 17.º | 19.º | 18.º | 20.º | 18.º | 16.º | 16.º | 14.º | 14.º | 14.º |
| Independiente           | 15.º | 16.º | 18.º | 19.º | 17.º | 16.º | 17.º | 11.º | 8.º  | 9.º  | 11.º | 13.º | 9.º  | 7.º  | 5.º  | 6.º  | 5.º  | 4.º  | 4.º  | 4.º  | 3.º  |
| Independiente Rivadavia | 16.º | 17.º | 20.º | 20.º | 19.º | 20.º | 20.º | 20.º | 16.º | 16.º | 12.º | 10.º | 11.º | 12.º | 8.º  | 8.º  | 7.º  | 7.º  | 5.º  | 5.º  | 6.º  |
| Instituto               | 16.º | 17.º | 9.º  | 11.º | 13.º | 14.º | 13.º | 9.º  | 12.º | 7.º  | 5.º  | 4.º  | 6.º  | 6.º  | 4.º  | 5.º  | 4.º  | 6.º  | 6.º  | 7.º  | 7.º  |
| Patronato               | 16.º | 17.º | 7.º  | 15.º | 11.º | 9.º  | 14.º | 14.º | 11.º | 12.º | 13.º | 11.º | 7.º  | 8.º  | 9.º  | 10.º | 11.º | 13.º | 11.º | 12.º | 12.º |
| San Martín (SJ)         | 1.º  | 8.º  | 4.º  | 8.º  | 14.º | 15.º | 8.º  | 12.º | 13.º | 13.º | 14.º | 15.º | 13.º | 9.º  | 11.º | 12.º | 13.º | 12.º | 13.º | 10.º | 10.º |
| Sarmiento (J)           | 9.º  | 4.º  | 2.º  | 5.º  | 2.º  | 3.º  | 5.º  | 3.º  | 5.º  | 8.º  | 10.º | 14.º | 17.º | 17.º | 19.º | 20.º | 20.º | 18.º | 20.º | 18.º | 18.º |
| Sportivo Belgrano       | 3.º  | 10.º | 5.º  | 2.º  | 4.º  | 6.º  | 7.º  | 6.º  | 7.º  | 5.º  | 7.º  | 7.º  | 8.º  | 13.º | 15.º | 15.º | 10.º | 9.º  | 8.º  | 8.º  | 8.º  |
| Talleres (C)            | 9.º  | 14.º | 15.º | 17.º | 17.º | 16.º | 10.º | 7.º  | 8.º  | 9.º  | 6.º  | 9.º  | 12.º | 15.º | 14.º | 11.º | 12.º | 10.º | 12.º | 13.º | 15.º |
| Unión (SF)              | 3.º  | 10.º | 9.º  | 12.º | 8.º  | 4.º  | 4.º  | 8.º  | 10.º | 6.º  | 9.º  | 5.º  | 3.º  | 3.º  | 3.º  | 3.º  | 8.º  | 8.º  | 9.º  | 9.º  | 9.º  |
| Villa San Carlos        | 16.º | 21.º | 21.º | 21.º | 21.º | 21.º | 21.º | 22.º | 22.º | 22.º | 22.º | 22.º | 22.º | 22.º | 22.º | 22.º | 22.º | 22.º | 22.º | 22.º | 22.º |

| 1. |

#### Segunda rueda
| Equipo / Fecha          | 22   | 23   | 24   | 25   | 26   | 27   | 28   | 29   | 30   | 31   | 32   | 33   | 34   | 35   | 36   | 37   | 38   | 39   | 40   | 41   | 42   |
| ----------------------- | ---- | ---- | ---- | ---- | ---- | ---- | ---- | ---- | ---- | ---- | ---- | ---- | ---- | ---- | ---- | ---- | ---- | ---- | ---- | ---- | ---- |
| Aldosivi                | 20.º | 21.º | 21.º | 21.º | 21.º | 21.º | 21.º | 19.º | 19.º | 19.º | 19.º | 19.º | 20.º | 19.º | 18.º | 16.º | 16.º | 15.º | 16.º | 16.º | 16.º |
| Almirante Brown         | 18.º | 16.º | 17.º | 17.º | 19.º | 20.º | 20.º | 21.º | 21.º | 21.º | 21.º | 21.º | 21.º | 21.º | 21.º | 21.º | 21.º | 21.º | 21.º | 21.º | 21.º |
| Atlético Tucumán        | 5.º  | 7.º  | 5.º  | 4.º  | 4.º  | 4.º  | 4.º  | 5.º  | 7.º  | 8.º  | 6.º  | 6.º  | 7.º  | 9.º  | 7.º  | 6.º  | 5.º  | 6.º  | 6.º  | 6.º  | 5.º  |
| Banfield                | 1.º  | 1.º  | 1.º  | 1.º  | 1.º  | 1.º  | 1.º  | 1.º  | 2.º  | 2.º  | 1.º  | 1.º  | 1.º  | 1.º  | 1.º  | 1.º  | 2.º  | 1.º  | 1.º  | 1.º  | 1.º  |
| Boca Unidos             | 19.º | 20.º | 19.º | 19.º | 17.º | 17.º | 17.º | 18.º | 17.º | 17.º | 17.º | 15.º | 17.º | 13.º | 12.º | 11.º | 11.º | 10.º | 10.º | 11.º | 14.º |
| Brown de Adrogué        | 13.º | 15.º | 15.º | 15.º | 13.º | 14.º | 16.º | 15.º | 16.º | 13.º | 15.º | 14.º | 15.º | 14.º | 13.º | 14.º | 12.º | 13.º | 15.º | 18.º | 18.º |
| Crucero del Norte       | 4.º  | 4.º  | 4.º  | 5.º  | 5.º  | 5.º  | 6.º  | 7.º  | 5.º  | 6.º  | 4.º  | 5.º  | 3.º  | 5.º  | 3.º  | 5.º  | 6.º  | 7.º  | 8.º  | 8.º  | 8.º  |
| Defensa y Justicia      | 2.º  | 2.º  | 2.º  | 2.º  | 2.º  | 2.º  | 2.º  | 2.º  | 1.º  | 1.º  | 2.º  | 2.º  | 2.º  | 2.º  | 2.º  | 2.º  | 1.º  | 2.º  | 2.º  | 2.º  | 2.º  |
| Douglas Haig            | 21.º | 19.º | 20.º | 20.º | 20.º | 18.º | 18.º | 17.º | 18.º | 18.º | 18.º | 16.º | 16.º | 16.º | 17.º | 18.º | 18.º | 18.º | 18.º | 17.º | 17.º |
| Ferro Carril Oeste      | 14.º | 11.º | 13.º | 10.º | 11.º | 11.º | 12.º | 10.º | 13.º | 14.º | 13.º | 13.º | 13.º | 15.º | 16.º | 17.º | 17.º | 17.º | 13.º | 15.º | 13.º |
| Gimnasia y Esgrima (J)  | 17.º | 17.º | 16.º | 14.º | 16.º | 16.º | 15.º | 13.º | 10.º | 5.º  | 7.º  | 9.º  | 11.º | 8.º  | 6.º  | 8.º  | 8.º  | 8.º  | 7.º  | 7.º  | 7.º  |
| Huracán                 | 10.º | 9.º  | 12.º | 16.º | 14.º | 12.º | 11.º | 16.º | 12.º | 12.º | 9.º  | 10.º | 8.º  | 7.º  | 10.º | 7.º  | 7.º  | 4.º  | 5.º  | 4.º  | 3.º  |
| Independiente           | 3.º  | 3.º  | 3.º  | 3.º  | 3.º  | 3.º  | 3.º  | 3.º  | 4.º  | 3.º  | 5.º  | 4.º  | 5.º  | 4.º  | 5.º  | 4.º  | 4.º  | 5.º  | 3.º  | 3.º  | 4.º  |
| Independiente Rivadavia | 6.º  | 5.º  | 6.º  | 8.º  | 6.º  | 6.º  | 7.º  | 8.º  | 9.º  | 11.º | 12.º | 12.º | 12.º | 12.º | 15.º | 12.º | 14.º | 11.º | 12.º | 9.º  | 11.º |
| Instituto               | 7.º  | 6.º  | 7.º  | 6.º  | 8.º  | 8.º  | 5.º  | 4.º  | 3.º  | 4.º  | 3.º  | 3.º  | 4.º  | 3.º  | 4.º  | 3.º  | 3.º  | 3.º  | 4.º  | 5.º  | 6.º  |
| Patronato               | 12.º | 14.º | 14.º | 13.º | 15.º | 15.º | 13.º | 11.º | 15.º | 16.º | 16.º | 18.º | 18.º | 18.º | 20.º | 19.º | 19.º | 19.º | 19.º | 19.º | 19.º |
| San Martín (SJ)         | 11.º | 10.º | 8.º  | 7.º  | 9.º  | 9.º  | 9.º  | 6.º  | 8.º  | 10.º | 11.º | 7.º  | 9.º  | 10.º | 9.º  | 10.º | 10.º | 12.º | 14.º | 12.º | 9.º  |
| Sarmiento (J)           | 15.º | 13.º | 11.º | 9.º  | 7.º  | 7.º  | 8.º  | 9.º  | 6.º  | 9.º  | 10.º | 11.º | 10.º | 11.º | 11.º | 13.º | 15.º | 16.º | 17.º | 14.º | 12.º |
| Sportivo Belgrano       | 9.º  | 12.º | 10.º | 11.º | 12.º | 13.º | 14.º | 12.º | 14.º | 15.º | 14.º | 17.º | 14.º | 17.º | 14.º | 15.º | 13.º | 14.º | 11.º | 13.º | 15.º |
| Talleres (C)            | 16.º | 18.º | 18.º | 18.º | 18.º | 19.º | 19.º | 20.º | 20.º | 20.º | 20.º | 20.º | 19.º | 20.º | 19.º | 20.º | 20.º | 20.º | 20.º | 20.º | 20.º |
| Unión (SF)              | 8.º  | 8.º  | 9.º  | 12.º | 10.º | 10.º | 10.º | 14.º | 11.º | 7.º  | 8.º  | 8.º  | 6.º  | 6.º  | 8.º  | 9.º  | 9.º  | 9.º  | 9.º  | 10.º | 10.º |
| Villa San Carlos        | 22.º | 22.º | 22.º | 22.º | 22.º | 22.º | 22.º | 22.º | 22.º | 22.º | 22.º | 22.º | 22.º | 22.º | 22.º | 22.º | 22.º | 22.º | 22.º | 22.º | 22.º |

| 1. 2. |

## Resultados

### Primera rueda
| Talleres (C)           | 2 - 2 | Sarmiento (J)           | Mario Alberto Kempes          | 3 de agosto | 14:30 |
| Ferro Carril Oeste     | 2 - 2 | Boca Unidos             | Arquitecto Ricardo Etcheverri | 3 de agosto | 15:30 |
| Independiente          | 1 - 2 | Brown de Adrogué        | Libertadores de América       | 3 de agosto | 16:10 |
| Unión                  | 1 - 0 | Villa San Carlos        | 15 de abril                   | 4 de agosto | 14:00 |
| Defensa y Justicia     | 1 - 0 | Patronato               | Norberto Tomaghello           | 4 de agosto | 15:30 |
| San Martín (SJ)        | 3 - 0 | Aldosivi                | Ingeniero Hilario Sánchez     | 4 de agosto | 16:00 |
| Douglas Haig           | 1 - 0 | Instituto               | Miguel Morales                | 4 de agosto | 16:00 |
| Sportivo Belgrano      | 1 - 0 | Independiente Rivadavia | Oscar C. Boero                | 4 de agosto | 16:00 |
| Gimnasia y Esgrima (J) | 0 - 1 | Atlético Tucumán        | 23 de agosto                  | 4 de agosto | 17:00 |
| Almirante Brown        | 1 - 1 | Banfield                | Fragata Presidente Sarmiento  | 5 de agosto | 17:00 |
| Crucero del Norte      | 1 - 0 | Huracán                 | Comandante Andrés Guacurarí   | 5 de agosto | 19:15 |

| Sarmiento (J)           | 1 - 0 | Unión                  | Eva Perón                   | 9 de agosto  | 21:00 |
| Brown de Adrogué        | 1 - 3 | Defensa y Justicia     | Lorenzo Arandilla           | 12 de agosto | 15:30 |
| Villa San Carlos        | 1 - 2 | Almirante Brown        | Genacio Sálice              | 13 de agosto | 15:30 |
| Huracán                 | 1 - 0 | Sportivo Belgrano      | Tomás A. Ducó               | 13 de agosto | 17:00 |
| Aldosivi                | 0 - 1 | Ferro Carril Oeste     | José María Minella          | 13 de agosto | 19:00 |
| Banfield                | 2 - 0 | Crucero del Norte      | Florencio Sola              | 13 de agosto | 20:30 |
| Patronato               | 0 - 0 | Instituto              | Presbítero Bartolomé Grella | 13 de agosto | 20:30 |
| Atlético Tucumán        | 1 - 0 | San Martín (SJ)        | Monumental José Fierro      | 13 de agosto | 21:00 |
| Independiente Rivadavia | 0 - 0 | Gimnasia y Esgrima (J) | Bautista Gargantini         | 13 de agosto | 21:00 |
| Boca Unidos             | 0 - 0 | Independiente          | José Antonio Romero Feris   | 14 de agosto | 21:30 |
| Talleres (C)            | 1 - 1 | Douglas Haig           | Mario Alberto Kempes        | 14 de agosto | 21:30 |

| Unión                  | 1 - 1 | Talleres (C)            | 15 de abril                   | 17 de agosto | 14:00 |
| Gimnasia y Esgrima (J) | 1 - 0 | Huracán                 | 23 de Agosto                  | 17 de agosto | 16:00 |
| Independiente          | 2 - 2 | Aldosivi                | Libertadores de América       | 17 de agosto | 16:00 |
| Sportivo Belgrano      | 3 - 1 | Banfield                | Oscar C. Boero                | 18 de agosto | 14:05 |
| Defensa y Justicia     | 2 - 0 | Boca Unidos             | Norberto Tomaghello           | 18 de agosto | 15:30 |
| Ferro Carril Oeste     | 2 - 0 | Atlético Tucumán        | Arquitecto Ricardo Etcheverri | 18 de agosto | 15:30 |
| Almirante Brown        | 2 - 4 | Sarmiento (J)           | Fragata Presidente Sarmiento  | 18 de agosto | 15:30 |
| Douglas Haig           | 0 - 2 | Patronato               | Miguel Morales                | 18 de agosto | 16:00 |
| Crucero del Norte      | 1 - 1 | Villa San Carlos        | Comandante Andrés Guacurarí   | 18 de agosto | 16:00 |
| San Martín (SJ)        | 4 - 3 | Independiente Rivadavia | Ingeniero Hilario Sánchez     | 19 de agosto | 16:00 |
| Instituto              | 2 - 1 | Brown de Adrogué        | Juan Domingo Perón            | 19 de agosto | 20:00 |

| Sarmiento (J)           | 0 - 0 | Crucero del Norte      | Eva Perón                 | 24 de agosto | 14:00 |
| Villa San Carlos        | 0 - 2 | Sportivo Belgrano      | Genacio Sálice            | 24 de agosto | 15:30 |
| Aldosivi                | 1 - 2 | Defensa y Justicia     | José María Minella        | 24 de agosto | 15:30 |
| Banfield                | 2 - 0 | Gimnasia y Esgrima (J) | Florencio Sola            | 24 de agosto | 16:00 |
| Atlético Tucumán        | 2 - 1 | Independiente          | Monumental José Fierro    | 24 de agosto | 20:15 |
| Huracán                 | 2 - 0 | San Martín (SJ)        | Tomás A. Ducó             | 25 de agosto | 14:00 |
| Brown de Adrogué        | 1 - 0 | Patronato              | Lorenzo Arandilla         | 25 de agosto | 15:30 |
| Independiente Rivadavia | 0 - 0 | Ferro Carril Oeste     | Bautista Gargantini       | 25 de agosto | 16:00 |
| Unión                   | 1 - 1 | Douglas Haig           | 15 de abril               | 25 de agosto | 16:05 |
| Boca Unidos             | 1 - 1 | Instituto              | José Antonio Romero Feris | 25 de agosto | 17:00 |
| Talleres (C)            | 0 - 1 | Almirante Brown        | Mario Alberto Kempes      | 26 de agosto | 17:15 |

| Instituto              | 1 - 1 | Aldosivi                | Juan Domingo Perón            | 30 de agosto    | 18:00 |
| Ferro Carril Oeste     | 1 - 2 | Huracán                 | Arquitecto Ricardo Etcheverri | 30 de agosto    | 20:15 |
| Defensa y Justicia     | 1 - 0 | Atlético Tucumán        | Norberto Tomaghello           | 30 de agosto    | 20:30 |
| Almirante Brown        | 0 - 1 | Unión                   | Fragata Presidente Sarmiento  | 31 de agosto    | 16:00 |
| San Martín (SJ)        | 0 - 3 | Banfield                | Ingeniero Hilario Sánchez     | 31 de agosto    | 18:00 |
| Sportivo Belgrano      | 0 - 2 | Sarmiento (J)           | Oscar C. Boero                | 1 de septiembre | 15:00 |
| Patronato              | 1 - 0 | Boca Unidos             | Presbítero Bartolomé Grella   | 1 de septiembre | 16:00 |
| Gimnasia y Esgrima (J) | 0 - 0 | Villa San Carlos        | 23 de Agosto                  | 1 de septiembre | 16:00 |
| Crucero del Norte      | 1 - 0 | Talleres (C)            | Comandante Andrés Guacurarí   | 1 de septiembre | 16:00 |
| Douglas Haig           | 1 - 0 | Brown de Adrogué        | Miguel Morales                | 1 de septiembre | 16:05 |
| Independiente          | 0 - 0 | Independiente Rivadavia | Libertadores de América       | 1 de septiembre | 18:10 |

| Almirante Brown         | 0 - 0 | Douglas Haig           | Fragata Presidente Sarmiento | 6 de septiembre | 18:00 |
| Sarmiento (J)           | 0 - 1 | Gimnasia y Esgrima (J) | Eva Perón                    | 7 de septiembre | 14:00 |
| Talleres (C)            | 1 - 0 | Sportivo Belgrano      | Mario Alberto Kempes         | 8 de septiembre | 14:15 |
| Villa San Carlos        | 1 - 1 | San Martín (SJ)        | Genacio Sálice               | 8 de septiembre | 14:30 |
| Unión                   | 1 - 0 | Crucero del Norte      | 15 de abril                  | 8 de septiembre | 15:30 |
| Atlético Tucumán        | 2 - 2 | Instituto              | Monumental José Fierro       | 8 de septiembre | 17:00 |
| Boca Unidos             | 2 - 0 | Brown de Adrogué       | José Antonio Romero Feris    | 8 de septiembre | 17:00 |
| Banfield                | 3 - 0 | Ferro Carril Oeste     | Florencio Sola               | 8 de septiembre | 18:00 |
| Independiente Rivadavia | 1 - 1 | Defensa y Justicia     | Bautista Gargantini          | 9 de septiembre | 17:00 |
| Aldosivi                | 0 - 0 | Patronato              | José María Minella           | 9 de septiembre | 19:00 |
| Huracán                 | 0 - 1 | Independiente          | Tomás A. Ducó                | 9 de septiembre | 19:15 |

| Brown de Adrogué       | 1 - 1 | Aldosivi                | Lorenzo Arandilla             | 13 de septiembre | 15:30 |
| Gimnasia y Esgrima (J) | 1 - 2 | Talleres (C)            | 23 de Agosto                  | 13 de septiembre | 21:30 |
| Douglas Haig           | 0 - 0 | Boca Unidos             | Miguel Morales                | 14 de septiembre | 14:00 |
| Ferro Carril Oeste     | 0 - 0 | Villa San Carlos        | Arquitecto Ricardo Etcheverri | 14 de septiembre | 14:30 |
| San Martín (SJ)        | 2 - 0 | Sarmiento (J)           | Ingeniero Hilario Sánchez     | 14 de septiembre | 15:00 |
| Independiente          | 1 - 1 | Banfield                | Libertadores de América       | 14 de septiembre | 16:00 |
| Sportivo Belgrano      | 1 - 1 | Unión                   | Oscar C. Boero                | 14 de septiembre | 16:00 |
| Defensa y Justicia     | 1 - 0 | Huracán                 | Norberto Tomaghello           | 14 de septiembre | 16:30 |
| Patronato              | 0 - 1 | Atlético Tucumán        | Presbítero Bartolomé Grella   | 14 de septiembre | 19:00 |
| Instituto              | 2 - 2 | Independiente Rivadavia | Juan Domingo Perón            | 14 de septiembre | 20:00 |
| Crucero del Norte      | 2 - 0 | Almirante Brown         | Comandante Andrés Guacurarí   | 14 de septiembre | 21:00 |

| Unión                   | 1 - 3 | Gimnasia y Esgrima (J) | 15 de abril                  | 17 de septiembre | 16:00 |
| Banfield                | 3 - 0 | Defensa y Justicia     | Florencio Sola               | 17 de septiembre | 17:00 |
| Almirante Brown         | 0 - 1 | Sportivo Belgrano      | Fragata Presidente Sarmiento | 18 de septiembre | 15:30 |
| Huracán                 | 1 - 3 | Instituto              | Tomás A. Ducó                | 18 de septiembre | 18:10 |
| Villa San Carlos        | 0 - 1 | Independiente          | El Bosque                    | 18 de septiembre | 18:10 |
| Aldosivi                | 2 - 2 | Boca Unidos            | José María Minella           | 18 de septiembre | 19:00 |
| Sarmiento (J)           | 4 - 1 | Ferro Carril Oeste     | Eva Perón                    | 18 de septiembre | 21:00 |
| Crucero del Norte       | 2 - 0 | Douglas Haig           | Comandante Andrés Guacurarí  | 18 de septiembre | 21:00 |
| Independiente Rivadavia | 1 - 1 | Patronato              | Bautista Gargantini          | 18 de septiembre | 21:30 |
| Atlético Tucumán        | 0 - 0 | Brown de Adrogué       | Monumental José Fierro       | 18 de septiembre | 21:30 |
| Talleres (C)            | 1 - 0 | San Martín (SJ)        | Mario Alberto Kempes         | 19 de septiembre | 21:00 |

| Gimnasia y Esgrima (J) | 3 - 0 | Almirante Brown         | Emilio Fabrizzi               | 21 de septiembre | 16:00 |
| Defensa y Justicia     | 2 - 1 | Villa San Carlos        | Norberto Tomaghello           | 21 de septiembre | 16:05 |
| Instituto              | 1 - 2 | Banfield                | Juan Domingo Perón            | 21 de septiembre | 18:00 |
| Sportivo Belgrano      | 0 - 0 | Crucero del Norte       | Oscar C. Boero                | 22 de septiembre | 16:00 |
| Patronato              | 2 - 0 | Huracán                 | Presbítero Bartolomé Grella   | 22 de septiembre | 16:00 |
| Boca Unidos            | 1 - 1 | Atlético Tucumán        | José Antonio Romero Feris     | 22 de septiembre | 17:00 |
| Brown de Adrogué       | 0 - 1 | Independiente Rivadavia | Lorenzo Arandilla             | 23 de septiembre | 15:30 |
| Ferro Carril Oeste     | 1 - 1 | Talleres (C)            | Arquitecto Ricardo Etcheverri | 23 de septiembre | 16:10 |
| Independiente          | 2 - 1 | Sarmiento (J)           | Libertadores de América       | 23 de septiembre | 18:15 |
| Douglas Haig           | 1 - 1 | Aldosivi                | Miguel Morales                | 23 de septiembre | 20:30 |
| San Martín (SJ)        | 1 - 1 | Unión                   | Ingeniero Hilario Sánchez     | 23 de septiembre | 21:30 |

| Banfield                | 2 - 0 | Patronato              | Florencio Sola               | 28 de septiembre | 18:00 |
| Talleres (C)            | 2 - 2 | Independiente          | Mario Alberto Kempes         | 28 de septiembre | 20:15 |
| Almirante Brown         | 0 - 0 | San Martín (SJ)        | Fragata Presidente Sarmiento | 29 de septiembre | 14:00 |
| Unión                   | 3 - 2 | Ferro Carril Oeste     | 15 de abril                  | 29 de septiembre | 14:10 |
| Villa San Carlos        | 1 - 3 | Instituto              | Genacio Sálice               | 29 de septiembre | 15:30 |
| Sportivo Belgrano       | 2 - 0 | Douglas Haig           | Oscar C. Boero               | 29 de septiembre | 16:00 |
| Crucero del Norte       | 2 - 0 | Gimnasia y Esgrima (J) | Comandante Andrés Guacurarí  | 29 de septiembre | 16:00 |
| Atlético Tucumán        | 2 - 0 | Aldosivi               | Monumental José Fierro       | 29 de septiembre | 17:00 |
| Independiente Rivadavia | 0 - 0 | Boca Unidos            | Bautista Gargantini          | 29 de septiembre | 20:00 |
| Huracán                 | 0 - 1 | Brown de Adrogué       | Tomás A. Ducó                | 30 de septiembre | 18:10 |
| Sarmiento (J)           | 2 - 4 | Defensa y Justicia     | Eva Perón                    | 30 de septiembre | 20:20 |

| Independiente          | 1 - 1 | Unión                   | Libertadores de América       | 4 de octubre | 21:15 |
| Brown de Adrogué       | 0 - 1 | Banfield                | Lorenzo Arandilla             | 5 de octubre | 14:10 |
| Aldosivi               | 0 - 1 | Independiente Rivadavia | José María Minella            | 5 de octubre | 15:30 |
| Ferro Carril Oeste     | 0 - 1 | Almirante Brown         | Arquitecto Ricardo Etcheverri | 5 de octubre | 16:20 |
| Douglas Haig           | 0 - 0 | Atlético Tucumán        | Miguel Morales                | 6 de octubre | 15:00 |
| Boca Unidos            | 0 - 0 | Huracán                 | José Antonio Romero Feris     | 6 de octubre | 16:00 |
| Gimnasia y Esgrima (J) | 2 - 1 | Sportivo Belgrano       | 23 de Agosto                  | 6 de octubre | 16:00 |
| Patronato              | 2 - 2 | Villa San Carlos        | Presbítero Bartolomé Grella   | 6 de octubre | 16:00 |
| San Martín (SJ)        | 1 - 1 | Crucero del Norte       | Ingeniero Hilario Sánchez     | 6 de octubre | 21:00 |
| Instituto              | 2 - 1 | Sarmiento (J)           | Juan Domingo Perón            | 7 de octubre | 18:00 |
| Defensa y Justicia     | 1 - 3 | Talleres (C)            | Norberto Tomaghello           | 7 de octubre | 20:30 |

| Huracán                 | 4 - 1 | Aldosivi           | Tomás A. Ducó                | 12 de octubre | 14:10 |
| Almirante Brown         | 1 - 0 | Independiente      | Fragata Presidente Sarmiento | 12 de octubre | 16:00 |
| Gimnasia y Esgrima (J)  | 0 - 0 | Douglas Haig       | 23 de Agosto                 | 13 de octubre | 16:00 |
| Sportivo Belgrano       | 0 - 0 | San Martín (SJ)    | Oscar C. Boero               | 13 de octubre | 16:00 |
| Banfield                | 3 - 0 | Boca Unidos        | Florencio Sola               | 13 de octubre | 16:10 |
| Sarmiento (J)           | 0 - 2 | Patronato          | Eva Perón                    | 13 de octubre | 16:30 |
| Crucero del Norte       | 2 - 0 | Ferro Carril Oeste | Comandante Andrés Guacurarí  | 13 de octubre | 17:00 |
| Independiente Rivadavia | 2 - 0 | Atlético Tucumán   | Bautista Gargantini          | 13 de octubre | 18:00 |
| Unión                   | 3 - 1 | Defensa y Justicia | 15 de abril                  | 14 de octubre | 14:00 |
| Talleres (C)            | 1 - 2 | Instituto          | Mario Alberto Kempes         | 14 de octubre | 16:15 |
| Villa San Carlos        | 1 - 2 | Brown de Adrogué   | Genacio Sálice               | 15 de octubre | 15:30 |

| Aldosivi           | 0 - 3 | Banfield                | José María Minella            | 19 de octubre | 18:00 |
| Independiente      | 2 - 1 | Crucero del Norte       | Libertadores de América       | 19 de octubre | 18:00 |
| Instituto          | 1 - 3 | Unión                   | Juan Domingo Perón            | 19 de octubre | 19:00 |
| Boca Unidos        | 3 - 0 | Villa San Carlos        | José Antonio Romero Feris     | 20 de octubre | 17:00 |
| San Martín (SJ)    | 2 - 1 | Gimnasia y Esgrima (J)  | Ingeniero Hilario Sánchez     | 20 de octubre | 20:00 |
| Patronato          | 1 - 0 | Talleres (C)            | Presbítero Bartolomé Grella   | 20 de octubre | 20:15 |
| Atlético Tucumán   | 2 - 0 | Huracán                 | Monumental José Fierro        | 20 de octubre | 20:15 |
| Brown de Adrogué   | 1 - 0 | Sarmiento (J)           | Lorenzo Arandilla             | 21 de octubre | 15:30 |
| Ferro Carril Oeste | 1 - 0 | Sportivo Belgrano       | Arquitecto Ricardo Etcheverri | 21 de octubre | 18:00 |
| Defensa y Justicia | 1 - 0 | Almirante Brown         | Norberto Tomaghello           | 21 de octubre | 20:15 |
| Douglas Haig       | 1 - 1 | Independiente Rivadavia | Miguel Morales                | 21 de octubre | 20:30 |

| Villa San Carlos       | 0 - 1 | Aldosivi                | Genacio Sálice               | 29 de octubre | 16:00 |
| Crucero del Norte      | 2 - 2 | Defensa y Justicia      | Comandante Andrés Guacurarí  | 29 de octubre | 16:00 |
| Unión                  | 1 - 1 | Patronato               | 15 de abril                  | 29 de octubre | 16:30 |
| Almirante Brown        | 1 - 1 | Instituto               | Fragata Presidente Sarmiento | 29 de octubre | 18:10 |
| Sportivo Belgrano      | 0 - 1 | Independiente           | Oscar C. Boero               | 29 de octubre | 19:15 |
| Sarmiento (J)          | 0 - 1 | Boca Unidos             | Eva Perón                    | 29 de octubre | 21:00 |
| San Martín (SJ)        | 2 - 1 | Douglas Haig            | Ingeniero Hilario Sánchez    | 29 de octubre | 21:30 |
| Talleres (C)           | 1 - 4 | Brown de Adrogué        | Mario Alberto Kempes         | 29 de octubre | 21:30 |
| Gimnasia y Esgrima (J) | 0 - 0 | Ferro Carril Oeste      | 23 de Agosto                 | 29 de octubre | 21:30 |
| Huracán                | 2 - 2 | Independiente Rivadavia | Tomás A. Ducó                | 30 de octubre | 17:00 |
| Banfield               | 0 - 0 | Atlético Tucumán        | Florencio Sola               | 30 de octubre | 20:00 |

| Brown de Adrogué        | 3 - 3 | Unión                  | Lorenzo Arandilla             | 2 de noviembre | 16:00 |
| Instituto               | 4 - 1 | Crucero del Norte      | Juan Domingo Perón            | 3 de noviembre | 14:30 |
| Aldosivi                | 0 - 0 | Sarmiento (J)          | José María Minella            | 3 de noviembre | 17:00 |
| Boca Unidos             | 1 - 1 | Talleres (C)           | José Antonio Romero Feris     | 3 de noviembre | 19:00 |
| Patronato               | 0 - 0 | Almirante Brown        | Presbítero Barolomé Grella    | 3 de noviembre | 19:30 |
| Atlético Tucumán        | 2 - 2 | Villa San Carlos       | Monumental José Fierro        | 3 de noviembre | 20:15 |
| Independiente Rivadavia | 3 - 0 | Banfield               | Bautista Gargantini           | 4 de noviembre | 16:00 |
| Douglas Haig            | 1 - 0 | Huracán                | Miguel Morales                | 4 de noviembre | 18:10 |
| Ferro Carril Oeste      | 1 - 0 | San Martín (SJ)        | Arquitecto Ricardo Etcheverri | 4 de noviembre | 20:00 |
| Defensa y Justicia      | 4 - 0 | Sportivo Belgrano      | Norberto Tomaghello           | 4 de noviembre | 20:15 |
| Independiente           | 1 - 0 | Gimnasia y Esgrima (J) | Libertadores de América       | 4 de noviembre | 20:20 |

| Unión                  | 4 - 4 | Boca Unidos             | 15 de abril                   | 8 de noviembre | 16:00 |
| Villa San Carlos       | 0 - 1 | Independiente Rivadavia | Genacio Sálice                | 8 de noviembre | 16:00 |
| Almirante Brown        | 0 - 2 | Brown de Adrogué        | Fragata Presidente Sarmiento  | 8 de noviembre | 17:00 |
| Gimnasia y Esgrima (J) | 1 - 1 | Defensa y Justicia      | 23 de Agosto                  | 8 de noviembre | 18:10 |
| Crucero del Norte      | 1 - 0 | Patronato               | Comandante Andrés Guacurarí   | 8 de noviembre | 21:30 |
| Sarmiento (J)          | 0 - 0 | Atlético Tucumán        | Eva Perón                     | 9 de noviembre | 15:00 |
| Ferro Carril Oeste     | 0 - 0 | Douglas Haig            | Arquitecto Ricardo Etcheverri | 9 de noviembre | 16:00 |
| Banfield               | 0 - 2 | Huracán                 | Florencio Sola                | 9 de noviembre | 18:00 |
| San Martín (SJ)        | 0 - 0 | Independiente           | Ingeniero Hilario Sánchez     | 9 de noviembre | 18:10 |
| Sportivo Belgrano      | 0 - 0 | Instituto               | Oscar C. Boero                | 9 de noviembre | 19:30 |
| Talleres (C)           | 2 - 0 | Aldosivi                | Mario Alberto Kempes          | 9 de noviembre | 20:00 |

| Brown de Adrogué        | 1 - 2 | Crucero del Norte      | Lorenzo Arandilla           | 12 de noviembre | 17:00 |
| Boca Unidos             | 0 - 0 | Almirante Brown        | José Antonio Romero Feris   | 12 de noviembre | 21:00 |
| Douglas Haig            | 0 - 0 | Banfield               | Miguel Morales              | 13 de noviembre | 17:00 |
| Independiente           | 3 - 0 | Ferro Carril Oeste     | Libertadores de América     | 13 de noviembre | 20:00 |
| Aldosivi                | 1 - 0 | Unión                  | José María Minella          | 13 de noviembre | 20:00 |
| Patronato               | 0 - 2 | Sportivo Belgrano      | Presbítero Bartolomé Grella | 13 de noviembre | 20:00 |
| Huracán                 | 1 - 0 | Villa San Carlos       | Tomás A. Ducó               | 13 de noviembre | 20:00 |
| Independiente Rivadavia | 3 - 1 | Sarmiento (J)          | Bautista Gargantini         | 13 de noviembre | 21:35 |
| Instituto               | 2 - 1 | Gimnasia y Esgrima (J) | Juan Domingo Perón          | 13 de noviembre | 22:15 |
| Atlético Tucumán        | 1 - 0 | Talleres (C)           | Monumental José Fierro      | 13 de noviembre | 22:15 |
| Defensa y Justicia      | 3 - 0 | San Martín (SJ)        | Norberto Tomaghello         | 14 de noviembre | 20:00 |

| Crucero del Norte      | 6 - 0 | Boca Unidos             | Comandante Andrés Guacurarí   | 16 de noviembre | 19:10 |
| Talleres (C)           | 3 - 1 | Independiente Rivadavia | Mario Alberto Kempes          | 17 de noviembre | 17:00 |
| Gimnasia y Esgrima (J) | 0 - 0 | Patronato               | 23 de Agosto                  | 17 de noviembre | 17:00 |
| Almirante Brown        | 1 - 1 | Aldosivi                | Fragata Presidente Sarmiento  | 17 de noviembre | 17:00 |
| Sportivo Belgrano      | 3 - 0 | Brown de Adrogué        | Oscar C. Boero                | 17 de noviembre | 19:00 |
| Ferro Carril Oeste     | 1 - 0 | Defensa y Justicia      | Arquitecto Ricardo Etcheverri | 18 de noviembre | 17:00 |
| Independiente          | 2 - 0 | Douglas Haig            | Libertadores de América       | 18 de noviembre | 19:10 |
| San Martín (SJ)        | 2 - 1 | Instituto               | Ingeniero Hilario Sánchez     | 18 de noviembre | 20:00 |
| Villa San Carlos       | 0 - 3 | Banfield                | Genacio Sálice                | 19 de noviembre | 17:10 |
| Unión                  | 1 - 1 | Atlético Tucumán        | 15 de abril                   | 19 de noviembre | 20:30 |
| Sarmiento (J)          | 1 - 0 | Huracán                 | Eva Perón                     | 19 de noviembre | 21:00 |

| Aldosivi                | 0 - 1 | Crucero del Norte      | José María Minella          | 22 de noviembre | 18:10 |
| Boca Unidos             | 1 - 2 | Sportivo Belgrano      | José Antonio Romero Feris   | 22 de noviembre | 21:00 |
| Defensa y Justicia      | 0 - 0 | Independiente          | Norberto Tomaghello         | 23 de noviembre | 17:00 |
| Brown de Adrogué        | 2 - 0 | Gimnasia y Esgrima (J) | Lorenzo Arandilla           | 23 de noviembre | 17:15 |
| Instituto               | 0 - 0 | Ferro Carril Oeste     | Juan Domingo Perón          | 23 de noviembre | 18:00 |
| Douglas Haig            | 1 - 1 | Villa San Carlos       | Miguel Morales              | 24 de noviembre | 18:00 |
| Independiente Rivadavia | 2 - 0 | Unión                  | Bautista Gargantini         | 24 de noviembre | 20:00 |
| Patronato               | 1 - 0 | San Martín (SJ)        | Presbítero Bartolomé Grella | 24 de noviembre | 20:00 |
| Banfield                | 3 - 0 | Sarmiento (J)          | Florencio Sola              | 25 de noviembre | 19:10 |
| Huracán                 | 2 - 0 | Talleres (C)           | Tomás A. Ducó               | 25 de noviembre | 20:00 |
| Atlético Tucumán        | 0 - 1 | Almirante Brown        | Monumental José Fiero       | 25 de noviembre | 20:00 |

| Gimnasia y Esgrima (J) | 1 - 0 | Boca Unidos             | 23 de Agosto                  | 29 de noviembre | 21:30 |
| Ferro Carril Oeste     | 0 - 0 | Patronato               | Arquitecto Ricardo Etcheverri | 30 de noviembre | 17:00 |
| Talleres (C)           | 2 - 2 | Banfield                | Mario Alberto Kempes          | 30 de noviembre | 18:10 |
| Crucero del Norte      | 1 - 1 | Atlético Tucumán        | Comandante Andrés Guacurarí   | 1 de diciembre  | 18:00 |
| San Martín (SJ)        | 3 - 1 | Brown de Adrogué        | Ingeniero Hilario Sánchez     | 1 de diciembre  | 19:00 |
| Sarmiento (J)          | 1 - 0 | Villa San Carlos        | Eva Perón                     | 1 de diciembre  | 20:00 |
| Sportivo Belgrano      | 0 - 0 | Aldosivi                | Oscar C. Boero                | 1 de diciembre  | 20:00 |
| Independiente          | 2 - 0 | Instituto               | Libertadores de América       | 2 de diciembre  | 18:10 |
| Defensa y Justicia     | 4 - 0 | Douglas Haig            | Norberto Tomaghello           | 2 de diciembre  | 20:00 |
| Unión                  | 0 - 0 | Huracán                 | 15 de abril                   | 2 de diciembre  | 21:15 |
| Almirante Brown        | 1 - 1 | Independiente Rivadavia | 20 de octubre                 | 3 de diciembre  | 17:00 |

| Aldosivi                | 1 - 0 | Gimnasia y Esgrima (J) | José María Minella          | 6 de diciembre | 17:00 |
| Boca Unidos             | 1 - 1 | San Martín (SJ)        | José Antonio Romero Feris   | 6 de diciembre | 21:00 |
| Villa San Carlos        | 3 - 2 | Talleres (C)           | Genacio Sálice              | 7 de diciembre | 17:00 |
| Brown de Adrogué        | 2 - 3 | Ferro Carril Oeste     | Lorenzo Arandilla           | 7 de diciembre | 17:00 |
| Banfield                | 4 - 2 | Unión                  | Florencio Sola              | 7 de diciembre | 17:00 |
| Patronato               | 0 - 1 | Independiente          | Presbítero Bartolomé Grella | 7 de diciembre | 20:20 |
| Huracán                 | 1 - 1 | Almirante Brown        | Tomás A. Ducó               | 8 de diciembre | 17:00 |
| Independiente Rivadavia | 0 - 0 | Crucero del Norte      | Bautista Gargantini         | 8 de diciembre | 20:00 |
| Atlético Tucumán        | 3 - 2 | Sportivo Belgrano      | Monumental José Fierro      | 8 de diciembre | 20:05 |
| Instituto               | 1 - 1 | Defensa y Justicia     | Juan Domingo Perón          | 8 de diciembre | 20:30 |
| Douglas Haig            | 1 - 1 | Sarmiento (J)          | Miguel Morales              | 11 de febrero  | 17:00 |

### Segunda rueda
| Instituto               | 2 - 0 | Douglas Haig           | Juan Domingo Perón          | 7 de febrero  | 19:00 |
| Sarmiento (J)           | 3 - 0 | Talleres (C)           | Eva Perón                   | 7 de febrero  | 21:00 |
| Independiente Rivadavia | 2 - 1 | Sportivo Belgrano      | Bautista Gargantini         | 7 de febrero  | 21:30 |
| Atlético Tucumán        | 2 - 1 | Gimnasia y Esgrima (J) | Monumental José Fierro      | 7 de febrero  | 22:00 |
| Banfield                | 2 - 1 | Almirante Brown        | Florencio Sola              | 8 de febrero  | 17:05 |
| Huracán                 | 2 - 1 | Crucero del Norte      | Tomás A. Ducó               | 8 de febrero  | 18:15 |
| Aldosivi                | 4 - 1 | San Martín (SJ)        | José María Minella          | 8 de febrero  | 20:30 |
| Boca Unidos             | 0 - 0 | Ferro Carril Oeste     | José Antonio Romero Feris   | 9 de febrero  | 17:00 |
| Brown de Adrogué        | 1 - 2 | Independiente          | Alfredo Beranger            | 9 de febrero  | 17:00 |
| Villa San Carlos        | 0 - 3 | Unión                  | Genacio Sálice              | 10 de febrero | 17:00 |
| Patronato               | 1 - 1 | Defensa y Justicia     | Presbítero Bartolomé Grella | 10 de febrero | 19:00 |

| Independiente          | 1 - 1 | Boca Unidos             | Libertadores de América       | 14 de febrero | 21:30 |
| Gimnasia y Esgrima (J) | 1 - 1 | Independiente Rivadavia | 23 de Agosto                  | 14 de febrero | 21:30 |
| Ferro Carril Oeste     | 2 - 1 | Aldosivi                | Arquitecto Ricardo Etcheverri | 15 de febrero | 17:00 |
| Instituto              | 2 - 1 | Patronato               | Juan Domingo Perón            | 15 de febrero | 21:30 |
| Defensa y Justicia     | 2 - 1 | Brown de Adrogué        | Norberto Tomaghello           | 16 de febrero | 17:30 |
| Douglas Haig           | 1 - 0 | Talleres (C)            | Miguel Morales                | 16 de febrero | 20:00 |
| San Martín (SJ)        | 1 - 0 | Atlético Tucumán        | Ingeniero Hilario Sánchez     | 16 de febrero | 20:00 |
| Unión                  | 0 - 1 | Sarmiento (J)           | 15 de abril                   | 17 de febrero | 17:00 |
| Almirante Brown        | 2 - 1 | Villa San Carlos        | Fragata Presidente Sarmiento  | 17 de febrero | 17:15 |
| Sportivo Belgrano      | 0 - 1 | Huracán                 | Oscar C. Boero                | 17 de febrero | 19:10 |
| Crucero del Norte      | 0 - 1 | Banfield                | Comandante Andrés Guacurarí   | 17 de febrero | 21:30 |

| Villa San Carlos        | 1 - 1 | Crucero del Norte      | Genacio Sálice              | 21 de febrero | 17:00 |
| Brown de Adrogué        | 2 - 0 | Instituto              | Lorenzo Arandilla           | 21 de febrero | 17:15 |
| Sarmiento (J)           | 2 - 1 | Almirante Brown        | Eva Perón                   | 21 de febrero | 19:00 |
| Boca Unidos             | 2 - 1 | Defensa y Justicia     | José Antonio Romero Feris   | 21 de febrero | 19:15 |
| Patronato               | 2 - 0 | Douglas Haig           | Presbítero Bartolomé Grella | 21 de febrero | 21:00 |
| Talleres (C)            | 1 - 1 | Unión                  | Mario Alberto Kempes        | 21 de febrero | 21:00 |
| Aldosivi                | 0 - 0 | Independiente          | José María Minella          | 21 de febrero | 21:30 |
| Independiente Rivadavia | 3 - 4 | San Martín (SJ)        | Bautista Gargantini         | 21 de febrero | 21:30 |
| Atlético Tucumán        | 2 - 2 | Ferro Carril Oeste     | Monumental José Fierro      | 21 de febrero | 22:35 |
| Huracán                 | 0 - 1 | Gimnasia y Esgrima (J) | Tomás A. Ducó               | 22 de febrero | 17:00 |
| Banfield                | 0 - 2 | Sportivo Belgrano      | Florencio Sola              | 23 de febrero | 19:00 |

| Douglas Haig           | 2 - 0 | Unión                   | Miguel Morales                | 25 de febrero | 17:00 |
| Almirante Brown        | 1 - 1 | Talleres (C)            | Fragata Presidente Sarmiento  | 25 de febrero | 17:00 |
| Ferro Carril Oeste     | 3 - 0 | Independiente Rivadavia | Arquitecto Ricardo Etcheverri | 26 de febrero | 17:00 |
| Gimnasia y Esgrima (J) | 1 - 0 | Banfield                | 23 de Agosto                  | 26 de febrero | 18:00 |
| Independiente          | 1 - 3 | Atlético Tucumán        | Libertadores de América       | 26 de febrero | 20:10 |
| Defensa y Justicia     | 3 - 0 | Aldosivi                | Norberto Tomaghello           | 26 de febrero | 20:30 |
| Instituto              | 1 - 1 | Boca Unidos             | Juan Domingo Perón            | 26 de febrero | 21:00 |
| Patronato              | 1 - 1 | Brown de Adrogué        | Presbítero Bartolomé Grella   | 26 de febrero | 21:00 |
| Crucero del Norte      | 0 - 1 | Sarmiento (J)           | Comandante Andrés Guacurarí   | 26 de febrero | 21:00 |
| Sportivo Belgrano      | 1 - 1 | Villa San Carlos        | Oscar C. Boero                | 26 de febrero | 21:30 |
| San Martín (SJ)        | 3 - 0 | Huracán                 | Ingeniero Hilario Sánchez     | 26 de febrero | 21:30 |

| Unión                   | 2 - 1 | Almirante Brown        | 15 de abril               | 2 de marzo | 17:00 |
| Boca Unidos             | 2 - 1 | Patronato              | José Antonio Romero Feris | 2 de marzo | 17:00 |
| Aldosivi                | 1 - 0 | Instituto              | José María Minella        | 2 de marzo | 21:30 |
| Villa San Carlos        | 2 - 1 | Gimnasia y Esgrima (J) | Genacio Sálice            | 3 de marzo | 17:00 |
| Huracán                 | 0 - 0 | Ferro Carril Oeste     | Tomás A. Ducó             | 3 de marzo | 17:00 |
| Brown de Adrogué        | 2 - 2 | Douglas Haig           | Lorenzo Arandilla         | 3 de marzo | 17:00 |
| Talleres (C)            | 2 - 2 | Crucero del Norte      | Mario Alberto Kempes      | 3 de marzo | 19:00 |
| Sarmiento (J)           | 4 - 0 | Sportivo Belgrano      | Eva Perón                 | 3 de marzo | 19:00 |
| Independiente Rivadavia | 2 - 1 | Independiente          | Bautista Gargantini       | 3 de marzo | 19:10 |
| Atlético Tucumán        | 1 - 1 | Defensa y Justicia     | Monumental José Fierro    | 3 de marzo | 21:30 |
| Banfield                | 2 - 1 | San Martín (SJ)        | Florencio Sola            | 3 de marzo | 22:10 |

| Brown de Adrogué       | 1 - 1 | Boca Unidos             | Lorenzo Arandilla           | 8 de marzo | 17:00 |
| Ferro Carril Oeste     | 1 - 1 | Banfield                | Don León Kolbovsky          | 8 de marzo | 19:15 |
| Instituto              | 2 - 2 | Atlético Tucumán        | Juan Domingo Perón          | 8 de marzo | 20:00 |
| San Martín (SJ)        | 1 - 1 | Villa San Carlos        | Ingeniero Hilario Sánchez   | 8 de marzo | 20:05 |
| Independiente          | 0 - 1 | Huracán                 | Libertadores de América     | 8 de marzo | 20:30 |
| Defensa y Justicia     | 2 - 2 | Independiente Rivadavia | Norberto Tomaghello         | 9 de marzo | 17:00 |
| Gimnasia y Esgrima (J) | 0 - 0 | Sarmiento (J)           | 23 de Agosto                | 9 de marzo | 17:00 |
| Douglas Haig           | 3 - 0 | Almirante Brown         | Miguel Morales              | 9 de marzo | 17:00 |
| Crucero del Norte      | 0 - 0 | Unión                   | Comandante Andrés Guacurarí | 9 de marzo | 19:15 |
| Patronato              | 1 - 1 | Aldosivi                | Persbítero Bartolomé Grella | 9 de marzo | 20:00 |
| Sportivo Belgrano      | 0 - 0 | Talleres (C)            | Oscar C. Boero              | 9 de marzo | 21:30 |

| Huracán                 | 1 - 1 | Defensa y Justicia     | Tomás A. Ducó                | 14 de marzo | 17:00 |
| Sarmiento (J)           | 2 - 2 | San Martín (SJ)        | Eva Perón                    | 14 de marzo | 21:00 |
| Boca Unidos             | 1 - 1 | Douglas Haig           | José Antonio Romero Feris    | 14 de marzo | 21:00 |
| Aldosivi                | 0 - 0 | Brown de Adrogué       | José María Minella           | 14 de marzo | 21:00 |
| Atlético Tucumán        | 1 - 2 | Patronato              | Monumental José Fierro       | 14 de marzo | 22:00 |
| Villa San Carlos        | 1 - 0 | Ferro Carril Oeste     | Genacio Sálice               | 15 de marzo | 12:00 |
| Independiente Rivadavia | 1 - 2 | Instituto              | Bautista Gargantini          | 15 de marzo | 16:00 |
| Unión                   | 2 - 2 | Sportivo Belgrano      | 15 de marzo                  | 15 de marzo | 20:00 |
| Banfield                | 3 - 3 | Independiente          | Florencio Sola               | 15 de marzo | 22:00 |
| Talleres (C)            | 0 - 1 | Gimnasia y Esgrima (J) | Mario Alberto Kempes         | 16 de marzo | 20:00 |
| Almirante Brown         | 0 - 1 | Crucero del Norte      | Fragata Presidente Sarmiento | 9 de abril  | 15:30 |

| Brown de Adrogué       | 1 - 0 | Atlético Tucumán        | Lorenzo Arandilla             | 18 de marzo | 16:00 |
| Boca Unidos            | 1 - 3 | Aldosivi                | José Antonio Romero Feris     | 19 de marzo | 17:00 |
| Independiente          | 0 - 0 | Villa San Carlos        | Libertadores de América       | 19 de marzo | 19:45 |
| Ferro Carril Oeste     | 3 - 0 | Sarmiento (J)           | Arquitecto Ricardo Etcheverri | 19 de marzo | 20:00 |
| Douglas Haig           | 1 - 0 | Crucero del Norte       | Miguel Morales                | 19 de marzo | 20:15 |
| Sportivo Belgrano      | 3 - 1 | Almirante Brown         | Oscar C. Boero                | 19 de marzo | 21:00 |
| Patronato              | 1 - 0 | Independiente Rivadavia | Presbítero Bartolomé Grella   | 19 de marzo | 21:00 |
| Instituto              | 1 - 0 | Huracán                 | Juan Domingo Perón            | 19 de marzo | 21:00 |
| Defensa y Justicia     | 5 - 3 | Banfield                | Norberto Tomaghello           | 19 de marzo | 21:45 |
| San Martín (SJ)        | 2 - 0 | Talleres (C)            | Ingeniero Hilario Sánchez     | 20 de marzo | 21:30 |
| Gimnasia y Esgrima (J) | 1 - 0 | Unión                   | 23 de Agosto                  | 20 de marzo | 22:00 |

| Huracán                 | 3 - 0 | Patronato              | Tomás A. Ducó                | 23 de marzo | 16:00 |
| Crucero del Norte       | 2 - 1 | Sportivo Belgrano      | Comandante Andrés Guacurarí  | 23 de marzo | 18:00 |
| Atlético Tucumán        | 0 - 1 | Boca Unidos            | Monumental José Fierro       | 23 de marzo | 18:00 |
| Aldosivi                | 4 - 0 | Douglas Haig           | José María Minella           | 23 de marzo | 19:00 |
| Almirante Brown         | 1 - 3 | Gimnasia y Esgrima (J) | Fragata Presidente Sarmiento | 24 de marzo | 16:00 |
| Villa San Carlos        | 1 - 2 | Defensa y Justicia     | Genacio Sálice               | 24 de marzo | 16:00 |
| Independiente Rivadavia | 0 - 0 | Brown de Adrogué       | Bautista Gargantini          | 24 de marzo | 16:00 |
| Talleres (C)            | 3 - 1 | Ferro Carril Oeste     | Mario Alberto Kempes         | 24 de marzo | 18:00 |
| Banfield                | 0 - 0 | Instituto              | Florencio Sola               | 24 de marzo | 18:15 |
| Unión                   | 3 - 1 | San Martín (SJ)        | 15 de abril                  | 24 de marzo | 20:00 |
| Sarmiento (J)           | 2 - 0 | Independiente          | Eva Perón                    | 24 de marzo | 21:30 |

| Brown de Adrogué       | 0 - 0 | Huracán                 | Lorenzo Arandilla             | 29 de marzo | 16:00 |
| Independiente          | 3 - 0 | Talleres (C)            | Libertadores de América       | 29 de marzo | 17:00 |
| Instituto              | 3 - 2 | Villa San Carlos        | Juan Domingo Perón            | 29 de marzo | 18:00 |
| Aldosivi               | 1 - 1 | Atlético Tucumán        | José María Minella            | 29 de marzo | 20:00 |
| Gimnasia y Esgrima (J) | 3 - 1 | Crucero del Norte       | 23 de Agosto                  | 29 de marzo | 21:00 |
| Boca Unidos            | 3 - 0 | Independiente Rivadavia | José Antonio Romero Feris     | 29 de marzo | 21:05 |
| San Martín (SJ)        | 1 - 1 | Almirante Brown         | Ingeniero Hilario Sánchez     | 30 de marzo | 16:00 |
| Ferro Carril Oeste     | 0 - 1 | Unión                   | Arquitecto Ricardo Etcheverri | 31 de marzo | 18:00 |
| Patronato              | 0 - 2 | Banfield                | Presbítero Bartolomé Grella   | 31 de marzo | 20:10 |
| Douglas Haig           | 1 - 0 | Sportivo Belgrano       | Miguel Morales                | 31 de marzo | 20:15 |
| Defensa y Justicia     | 2 - 0 | Sarmiento (J)           | Norberto Tomaghello           | 31 de marzo | 20:30 |

| Huracán                 | 2 - 0 | Boca Unidos            | Tomás A. Ducó               | 4 de abril | 20:00 |
| Almirante Brown         | 1 - 1 | Ferro Carril Oeste     | República de Italia         | 5 de abril | 15:30 |
| Atlético Tucumán        | 3 - 0 | Douglas Haig           | Monumental José Fierro      | 5 de abril | 17:00 |
| Unión                   | 0 - 0 | Independiente          | 15 de abril                 | 5 de abril | 17:10 |
| Talleres (C)            | 0 - 0 | Defensa y Justicia     | Mario Alberto Kempes        | 5 de abril | 17:10 |
| Sarmiento (J)           | 1 - 3 | Instituto              | Eva Perón                   | 6 de abril | 15:00 |
| Villa San Carlos        | 1 - 0 | Patronato              | Genacio Sálice              | 6 de abril | 15:30 |
| Independiente Rivadavia | 2 - 2 | Aldosivi               | Bautista Gargantini         | 6 de abril | 16:00 |
| Banfield                | 2 - 1 | Brown de Adrogué       | Florencio Sola              | 6 de abril | 17:00 |
| Crucero del Norte       | 1 - 0 | San Martín (SJ)        | Comandante Andrés Guacurarí | 6 de abril | 17:00 |
| Sportivo Belgrano       | 0 - 0 | Gimnasia y Esgrima (J) | Oscar C. Boero              | 6 de abril | 20:00 |

| Defensa y Justicia | 0 - 0 | Unión                   | Norberto Tomaghello           | 11 de abril | 20:30 |
| Brown de Adrogué   | 2 - 1 | Villa San Carlos        | Lorenzo Arandilla             | 12 de abril | 15:30 |
| San Martín (SJ)    | 1 - 0 | Sportivo Belgrano       | Ingeniero Hilario Sánchez     | 12 de abril | 17:05 |
| Instituto          | 1 - 1 | Talleres (C)            | Juan Domingo Perón            | 12 de abril | 17:15 |
| Aldosivi           | 1 - 1 | Huracán                 | José María Minella            | 12 de abril | 18:10 |
| Patronato          | 1 - 1 | Sarmiento (J)           | Presbítero Bartolomé Grella   | 12 de abril | 19:00 |
| Boca Unidos        | 2 - 1 | Banfield                | José Antonio Romero Feris     | 13 de abril | 16:00 |
| Atlético Tucumán   | 1 - 1 | Independiente Rivadavia | Monumental José Fierro        | 13 de abril | 19:00 |
| Douglas Haig       | 2 - 0 | Gimnasia y Esgrima (J)  | Miguel Morales                | 13 de abril | 19:05 |
| Ferro Carril Oeste | 2 - 0 | Crucero del Norte       | Arquitecto Ricardo Etcheverri | 14 de abril | 18:00 |
| Independiente      | 1 - 1 | Almirante Brown         | Libertadores de América       | 14 de abril | 20:10 |

| Villa San Carlos        | 0 - 2 | Boca Unidos        | Genacio Sálice               | 18 de abril | 15:30 |
| Unión                   | 2 - 0 | Instituto          | 15 de abril                  | 18 de abril | 17:00 |
| Huracán                 | 2 - 0 | Atlético Tucumán   | Tomás A. Ducó                | 18 de abril | 19:10 |
| Almirante Brown         | 0 - 0 | Defensa y Justicia | Fragata Presidente Sarmiento | 19 de abril | 15:00 |
| Independiente Rivadavia | 1 - 1 | Douglas Haig       | Bautista Gargantini          | 19 de abril | 16:00 |
| Banfield                | 3 - 0 | Aldosivi           | Florencio Sola               | 19 de abril | 17:10 |
| Gimnasia y Esgrima (J)  | 1 - 1 | San Martín (SJ)    | 23 de Agosto                 | 19 de abril | 21:00 |
| Talleres (C)            | 3 - 1 | Patronato          | Mario Alberto Kempes         | 20 de abril | 18:00 |
| Sportivo Belgrano       | 1 - 0 | Ferro Carril Oeste | Oscar C. Boero               | 20 de abril | 19:00 |
| Sarmiento (J)           | 1 - 0 | Brown de Adrogué   | Eva Perón                    | 20 de abril | 19:00 |
| Crucero del Norte       | 3 - 1 | Independiente      | Comandante Andrés Guacurarí  | 21 de abril | 20:30 |

| Defensa y Justicia      | 3 - 1 | Crucero del Norte      | Norberto Tomaghello           | 26 de abril | 15:00 |
| Douglas Haig            | 2 - 2 | San Martín (SJ)        | Miguel Morales                | 26 de abril | 15:00 |
| Brown de Adrogué        | 2 - 2 | Talleres (C)           | Lorenzo Arandilla             | 26 de abril | 15:30 |
| Aldosivi                | 3 - 0 | Villa San Carlos       | José María Minella            | 26 de abril | 15:30 |
| Patronato               | 0 - 1 | Unión                  | Presbítero Bartolomé Grella   | 26 de abril | 19:00 |
| Boca Unidos             | 1 - 0 | Sarmiento (J)          | José Antonio Romero Feris     | 27 de abril | 16:00 |
| Independiente Rivadavia | 1 - 2 | Huracán                | Bautista Gargantini           | 27 de abril | 16:00 |
| Instituto               | 2 - 1 | Almirante Brown        | Juan Domingo Perón            | 27 de abril | 18:10 |
| Atlético Tucumán        | 0 - 0 | Banfield               | Monumetal José Fierro         | 28 de abril | 16:00 |
| Ferro Carril Oeste      | 0 - 2 | Gimnasia y Esgrima (J) | Arquitecto Ricardo Etcheverri | 28 de abril | 20:00 |
| Independiente           | 3 - 2 | Sportivo Belgrano      | Libertadores de América       | 28 de abril | 20:30 |

| Huracán                | 2 - 1 | Douglas Haig            | Tomás A. Ducó                | 2 de mayo | 18:15 |
| Villa San Carlos       | 0 - 2 | Atlético Tucumán        | Genacio Sálice               | 3 de mayo | 11:10 |
| Sarmiento (J)          | 0 - 1 | Aldosivi                | Eva Perón                    | 3 de mayo | 14:00 |
| Crucero del Norte      | 1 - 0 | Instituto               | Comandante Andrés Guacurarí  | 3 de mayo | 15:00 |
| Banfield               | 4 - 0 | Independiente Rivadavia | Florencio Sola               | 3 de mayo | 18:10 |
| Talleres (C)           | 2 - 1 | Boca Unidos             | Mario Alberto Kempes         | 3 de mayo | 19:00 |
| Unión                  | 0 - 2 | Brown de Adrogué        | 15 de abril                  | 4 de mayo | 11:00 |
| Almirante Brown        | 0 - 0 | Patronato               | Fragata Presidente Sarmiento | 4 de mayo | 15:00 |
| Gimnasia y Esgrima (J) | 1 - 0 | Independiente           | 23 de Agosto                 | 4 de mayo | 15:05 |
| San Martín (SJ)        | 2 - 0 | Ferro Carril Oeste      | Ingeniero Hilario Sánchez    | 4 de mayo | 18:00 |
| Sportivo Belgrano      | 4 - 2 | Defensa y Justicia      | Oscar C. Boero               | 4 de mayo | 19:00 |

| Brown de Adrogué        | 0 - 2 | Almirante Brown        | Lorenzo Arandilla           | 9 de mayo  | 13:30 |
| Independiente Rivadavia | 2 - 0 | Villa San Carlos       | Bautista Gargantini         | 9 de mayo  | 16:00 |
| Independiente           | 2 - 0 | San Martín (SJ)        | Libertadores de América     | 9 de mayo  | 20:10 |
| Defensa y Justicia      | 3 - 1 | Gimnasia y Esgrima (J) | Norberto Tomaghello         | 9 de mayo  | 20:30 |
| Instituto               | 1 - 0 | Sportivo Belgrano      | Juan Domingo Perón          | 9 de mayo  | 20:30 |
| Boca Unidos             | 3 - 0 | Unión                  | José Antonio Romero Feris   | 9 de mayo  | 21:00 |
| Atlético Tucumán        | 1 - 0 | Sarmiento (J)          | Monumental José Fierro      | 9 de mayo  | 21:30 |
| Aldosivi                | 1 - 0 | Talleres (C)           | José María Minella          | 10 de mayo | 15:00 |
| Huracán                 | 3 - 0 | Banfield               | Tomás A. Ducó               | 10 de mayo | 15:00 |
| Douglas Haig            | 0 - 0 | Ferro Carril Oeste     | Miguel Morales              | 10 de mayo | 15:00 |
| Patronato               | 2 - 0 | Crucero del Norte      | Presbítero Bartolomé Grella | 10 de mayo | 18:00 |

| Almirante Brown        | 1 - 0 | Boca Unidos             | Fragata Presidente Sarmiento  | 14 de mayo | 15:30 |
| Villa San Carlos       | 0 - 0 | Huracán                 | Genacio Sálice                | 14 de mayo | 15:35 |
| Ferro Carril Oeste     | 1 - 1 | Independiente           | Arquitecto Ricardo Etcheverri | 14 de mayo | 19:35 |
| Unión                  | 1 - 1 | Aldosivi                | 15 de abril                   | 14 de mayo | 20:00 |
| Talleres (C)           | 1 - 2 | Atlético Tucumán        | Mario Alberto Kempes          | 14 de mayo | 20:00 |
| Crucero del Norte      | 1 - 3 | Brown de Adrogué        | Comandante Andrés Guacurarí   | 14 de mayo | 21:00 |
| Sportivo Belgrano      | 1 - 0 | Patronato               | Oscar C. Boero                | 14 de mayo | 21:00 |
| Sarmiento (J)          | 1 - 1 | Independiente Rivadavia | Eva Perón                     | 14 de mayo | 21:00 |
| San Martín (SJ)        | 0 - 1 | Defensa y Justicia      | Ingeniero Hilario Sánchez     | 14 de mayo | 21:45 |
| Gimnasia y Esgrima (J) | 1 - 1 | Instituto               | 23 de Agosto                  | 14 de mayo | 22:15 |
| Banfield               | 1 - 1 | Douglas Haig            | Florencio Sola                | 15 de mayo | 20:30 |

| Huracán                 | 3 - 1 | Sarmiento (J)          | Tomás A. Ducó               | 18 de mayo | 11:00 |
| Atlético Tucumán        | 1 - 1 | Unión                  | Monumental José Fierro      | 18 de mayo | 17:00 |
| Patronato               | 1 - 1 | Gimnasia y Esgrima (J) | Presbítero Bartolomé Grella | 18 de mayo | 20:00 |
| Independiente Rivadavia | 3 - 2 | Talleres (C)           | Bautista Gargantini         | 19 de mayo | 14:00 |
| Brown de Adrogué        | 0 - 0 | Sportivo Belgrano      | Lorenzo Arandilla           | 19 de mayo | 15:45 |
| Douglas Haig            | 1 - 2 | Independiente          | Miguel Morales              | 19 de mayo | 18:00 |
| Aldosivi                | 3 - 0 | Almirante Brown        | José María Minella          | 19 de mayo | 20:00 |
| Instituto               | 3 - 0 | San Martín (SJ)        | Juan Domingo Perón          | 19 de mayo | 21:00 |
| Boca Unidos             | 1 - 0 | Crucero del Norte      | José Antonio Romero Feris   | 19 de mayo | 21:00 |
| Defensa y Justicia      | 0 - 1 | Ferro Carril Oeste     | Norberto Tomaghello         | 19 de mayo | 21:15 |
| Banfield                | 4 - 2 | Villa San Carlos       | Florencio Sola              | 20 de mayo | 20:30 |

| Almirante Brown        | 2 - 0 | Atlético Tucumán        | Fragata Presidente Sarmiento  | 24 de mayo | 15:30 |
| Ferro Carril Oeste     | 1 - 0 | Instituto               | Arquitecto Ricardo Etcheverri | 24 de mayo | 16:05 |
| Independiente          | 2 - 1 | Defensa y Justicia      | Libertadores de América       | 24 de mayo | 17:10 |
| Sarmiento (J)          | 0 - 0 | Banfield                | Eva Perón                     | 24 de mayo | 19:00 |
| Crucero del Norte      | 1 - 1 | Aldosivi                | Comandante Andrés Guacurarí   | 25 de mayo | 15:00 |
| Gimnasia y Esgrima (J) | 2 - 0 | Brown de Adrogué        | 23 de Agosto                  | 25 de mayo | 15:00 |
| Unión                  | 1 - 1 | Independiente Rivadavia | 15 de abril                   | 25 de mayo | 16:00 |
| San Martín (SJ)        | 0 - 2 | Patronato               | Ingeniero Hilario Sánchez     | 25 de mayo | 16:00 |
| Sportivo Belgrano      | 1 - 0 | Boca Unidos             | Oscar C. Boero                | 25 de mayo | 18:00 |
| Villa San Carlos       | 0 - 2 | Douglas Haig            | Genacio Sálice                | 26 de mayo | 15:30 |
| Talleres (C)           | 0 - 0 | Huracán                 | Mario Alberto Kempes          | 26 de mayo | 16:10 |

| Douglas Haig            | 4 - 1 | Defensa y Justicia     | Miguel Morales              | 31 de mayo | 15:00 |
| Boca Unidos             | 1 - 1 | Gimnasia y Esgrima (J) | José Antonio Romero Feris   | 31 de mayo | 15:00 |
| Brown de Adrogué        | 1 - 2 | San Martín (SJ)        | Lorenzo Arandilla           | 31 de mayo | 15:00 |
| Aldosivi                | 0 - 0 | Sportivo Belgrano      | José María Minella          | 31 de mayo | 15:00 |
| Independiente Rivadavia | 1 - 0 | Almirante Brown        | Bautista Gargantini         | 31 de mayo | 15:00 |
| Villa San Carlos        | 1 - 3 | Sarmiento (J)          | Genacio Sálice              | 31 de mayo | 15:30 |
| Banfield                | 2 - 1 | Talleres (C)           | Florencio Sola              | 31 de mayo | 17:10 |
| Huracán                 | 1 - 0 | Unión                  | Tomás A. Ducó               | 1 de junio | 15:00 |
| Patronato               | 0 - 0 | Ferro Carril Oeste     | Presbítero Bartolomé Grella | 1 de junio | 16:00 |
| Instituto               | 1 - 2 | Independiente          | Juan Domingo Perón          | 1 de junio | 17:00 |
| Atlético Tucumán        | 1 - 0 | Crucero del Norte      | Monumental José Fierro      | 1 de junio | 18:00 |

| Talleres (C)           | 3 - 2 | Villa San Carlos        | Mario Alberto Kempes          | 6 de junio | 16:00 |
| Unión                  | 1 - 1 | Banfield                | 15 de abril                   | 6 de junio | 20:10 |
| Sarmiento (J)          | 1 - 0 | Douglas Haig            | Eva Perón                     | 6 de junio | 20:30 |
| Defensa y Justicia     | 1 - 0 | Instituto               | Norberto Tomaghello           | 6 de junio | 21:00 |
| Crucero del Norte      | 2 - 1 | Independiente Rivadavia | Comandante Andrés Guacurarí   | 6 de junio | 21:30 |
| San Martín (SJ)        | 2 - 0 | Boca Unidos             | Ingeniero Hilario Sánchez     | 6 de junio | 21:30 |
| Almirante Brown        | 0 - 1 | Huracán                 | Fragata Presidente Sarmiento  | 8 de junio | 15:00 |
| Gimnasia y Esgrima (J) | 3 - 1 | Aldosivi                | 23 de Agosto                  | 8 de junio | 15:00 |
| Independiente          | 0 - 0 | Patronato               | Libertadores de América       | 8 de junio | 15:00 |
| Ferro Carril Oeste     | 1 - 0 | Brown de Adrogué        | Arquitecto Ricardo Etcheverri | 8 de junio | 15:00 |
| Sportivo Belgrano      | 0 - 1 | Atlético Tucumán        | Oscar C. Boero                | 8 de junio | 16:00 |

## Partido de desempate por el tercer puesto
| Independiente                              | 2 - 0 | Huracán | Estadio Ciudad de la Plata | 11 de junio | 14:00 |
| Independiente ascendió a Primera División. |       |         |                            |             |       |

## Tabla de descenso
| Pos  | Equipo                  | 11-12 | 12-13 | 13-14 | Total | PJ  | Promedio |
| ---- | ----------------------- | ----- | ----- | ----- | ----- | --- | -------- |
| 1.º  | Banfield                | -     | 58    | 78    | 136   | 80  | 1,700    |
| 2.º  | Independiente           | -     | -     | 67    | 67    | 42  | 1,595    |
| 3.º  | Defensa y Justicia      | 54    | 57    | 75    | 186   | 118 | 1,576    |
| 4.º  | Instituto               | 70    | 39    | 62    | 171   | 118 | 1,449    |
| 5.º  | Huracán                 | 46    | 54    | 67    | 167   | 118 | 1,415    |
| 6.º  | Sarmiento               | -     | 58    | 55    | 113   | 80  | 1,412    |
| 7.º  | Patronato               | 56    | 56    | 49    | 161   | 118 | 1,364    |
| 8.º  | San Martín (SJ)         | -     | -     | 57    | 57    | 42  | 1,357    |
| 9.º  | Atlético Tucumán        | 42    | 51    | 64    | 157   | 118 | 1,330    |
| 10.º | Boca Unidos             | 57    | 45    | 54    | 156   | 118 | 1,322    |
| 11.º | Unión                   | -     | -     | 55    | 55    | 42  | 1,309    |
| 12.º | Ferro Carril Oeste      | 56    | 43    | 55    | 154   | 118 | 1,305    |
| 13.º | Crucero del Norte       | -     | 45    | 59    | 104   | 80  | 1,300    |
| 14.º | Sportivo Belgrano       | -     | -     | 53    | 53    | 42  | 1,261    |
| 15.º | Aldosivi                | 53    | 44    | 51    | 148   | 118 | 1,254    |
| 16.º | Independiente Rivadavia | 45    | 48    | 55    | 148   | 118 | 1,254    |
| 17.º | Douglas Haig            | -     | 49    | 51    | 100   | 80  | 1,250    |
| 18.º | Gimnasia y Esgrima (J)  | 34    | 50    | 61    | 145   | 118 | 1,228    |
| 19.º | Almirante Brown         | 55    | 46    | 42    | 143   | 118 | 1,211    |
| 20.º | Brown de Adrogué        | -     | -     | 50    | 50    | 42  | 1,190    |
| 21.º | Talleres (C)            | -     | -     | 45    | 45    | 42  | 1,071    |
| 22.º | Villa San Carlos        | -     | -     | 24    | 24    | 42  | 0,571    |

|  |

|  |                                                                                   |
|  | Descendieron a la Primera B Metropolitana o al Argentino A, según correspondiera. |

Fuente: Primera B Nacional 2013-14 - Promedios

## Entrenadores
| Listado de entrenadores    | Listado de entrenadores                            | Listado de entrenadores |
| Equipo                     | Entrenadores                                       | Fechas                  |
| -------------------------- | -------------------------------------------------- | ----------------------- |
| Aldosivi                   | Sebastián Rambert                                  | 1.ª a 8.ª               |
| Aldosivi                   | Pablo Corti                                        | 9.ª y 10.ª              |
| Aldosivi                   | Darío Franco                                       | 11.ª a 42.ª             |
| Almirante Brown            | Lorenzo Ojeda Héctor Tobio                         | 1.ª a 9.ª               |
| Almirante Brown            | Héctor Rivoira                                     | 10.ª a 30.ª             |
| Almirante Brown            | Felipe De la Riva                                  | 31.ª a 42.ª             |
| Atlético Tucumán           | Ricardo Rodríguez                                  | 1.ª a 15.ª              |
| Atlético Tucumán           | Diego Erroz                                        | 16.ª a 31.ª             |
| Atlético Tucumán           | Héctor Rivoira                                     | 32.ª a 42.ª             |
| Boca Unidos                | Claudio Úbeda                                      | 1.ª a 19.ª              |
| Boca Unidos                | Carlos Trullet                                     | 20.ª a 42.ª             |
| Crucero del Norte          | Iván Delfino                                       | 1.ª a 23.ª              |
| Crucero del Norte          | Alejandro Duré                                     | 24.ª a 26.ª             |
| Crucero del Norte          | Gabriel Schürrer                                   | 27.ª a 42.ª             |
| Douglas Haig               | Reinaldo Merlo                                     | 1.ª a 6.ª               |
| Douglas Haig               | Marcelo Grioni                                     | 7.ª a 19.ª              |
| Douglas Haig               | Fernando Quiroz                                    | 20.ª a 24.ª             |
| Douglas Haig               | Javier Molinari (interino)                         | 25.ª                    |
| Douglas Haig               | Andrés Guglielminpietro                            | 26.ª a 42.ª             |
| Ferro Carril Oeste         | José Luis Brown                                    | 1.ª a 8.ª               |
| Ferro Carril Oeste         | Luis Medero Claudio Marini                         | 9.ª a 42.ª              |
| Gimnasia y Esgrima (Jujuy) | Mario Gómez                                        | 1.ª a 21.ª              |
| Gimnasia y Esgrima (Jujuy) | Mario Sciacqua                                     | 22.ª a 42.ª             |
| Huracán                    | Antonio Mohamed                                    | 1.ª a 10.ª              |
| Huracán                    | Néstor Apuzzo (interino)                           | 11.ª y 12.ª             |
| Huracán                    | Frank Darío Kudelka                                | 13.ª a 42.ª             |
| Independiente              | Miguel Ángel Brindisi                              | 1.ª a 4.ª               |
| Independiente              | Omar De Felippe                                    | 5.ª a 42.ª              |
| Instituto                  | Frank Darío Kudelka                                | 1.ª a 10.ª              |
| Instituto                  | Elvio Agüero                                       | 11.ª a 26.ª             |
| Instituto                  | Daniel Jiménez                                     | 27.ª a 42.ª             |
| Patronato                  | Diego Osella                                       | 1.ª a 21.ª              |
| Patronato                  | Sergio Lippi                                       | 22.ª a 42.ª             |
| San Martín                 | Daniel Garnero                                     | 1.ª a 10.ª              |
| San Martín                 | Marcelo Vivas                                      | 11.ª a 13.ª             |
| San Martín                 | Juan Manuel Azconzábal                             | 14.ª a 42.ª             |
| Sarmiento                  | Sergio Lippi                                       | 1.ª a 13.ª              |
| Sarmiento                  | Rodrigo Burela (interino)                          | 14.ª                    |
| Sarmiento                  | Marcelo Fuentes                                    | 15.ª a 42.ª             |
| Sportivo Belgrano          | Carlos Mazzola                                     | 1.ª a 21.ª              |
| Sportivo Belgrano          | Dalcio Giovagnoli                                  | 22.ª a 33.ª             |
| Sportivo Belgrano          | Carlos Ramacciotti                                 | 34.ª a 42.ª             |
| Talleres                   | Arnaldo Sialle                                     | 1.ª a 21.ª              |
| Talleres                   | Rubén Forestello                                   | 22.ª a 29.ª             |
| Talleres                   | Sergio Coleoni (interino) Mario Obulgen (interino) | 30.ª y 31.ª             |
| Talleres                   | Jorge Ghiso                                        | 32.ª a 42.ª             |
| Unión                      | Facundo Sava                                       | 1.ª a 21.ª              |
| Unión                      | Leonardo Madelón                                   | 22.ª a 42.ª             |
| Villa San Carlos           | Ricardo Rezza                                      | 1.ª a 10.ª              |
| Villa San Carlos           | Carlos Gorostieta Jorge San Esteban                | 11.ª a 42.ª             |

## Goleadores
| Pos. | Jugador              | Jugador            | Goles | Equipo             |
| ---- | -------------------- | ------------------ | ----- | ------------------ |
| 1.º  | Bandera de Argentina | Juan Martín Lucero | 24    | Defensa y Justicia |
| 2.º  | Bandera de Argentina | Gonzalo Klusener   | 18    | Talleres (C)       |
| 3.º  | Bandera de Paraguay  | Ernesto Álvarez    | 17    | Crucero del Norte  |
| 3.º  | Bandera de Paraguay  | Santiago Salcedo   | 17    | Banfield           |
| 5.º  | Bandera de Argentina | Andrés Chávez      | 16    | Banfield           |